# نوا (أسطورة)
نوا (بالصينية: 女媧) وعرفت أيضاً باسم نوغوا هي إلهة الأمومة والزواج في الميثولوجيا الصينية، هي زوجة وأخت الإله فوهسي زعيم الآلهة الصينيين، نسب لها خلق الإنسان وإصلاح عمود جنة تيان.